# Allgäuer Fenster
Das Allgäuer Fenster ist eine historische Fensterbauart, die im süddeutschen Raum und dort insbesondere im Allgäu weit verbreitet war. Es handelt sich dabei um ein Sprossenfenster, häufig in stehendem Format, dreigeteilt und mit horizontal verlaufenden Sprossen. Typischerweise ist die mittlere Scheibe dabei nochmals vertikal geteilt. Eine der beiden Hälften ist als separater kleiner Fensterflügel ausgebildet, der seitlich auf einer Holznut verschoben werden kann und Lüftungsfenster genannt wird. Der Schiebeflügel ermöglicht eine gut steuerbare Belüftung des Raumes, ohne dass der gesamte Fensterflügel geöffnet werden müsste oder dass bei stärkerem Wind eine allzu große Menge Regen oder Schnee hereingetrieben würde.
Das kleine Lüftungsfenster (und manchmal auch das gesamte Fenster) ist regional auch unter dem Begriff Ruckerfenster bekannt (mittelhochdeutsch rucken bedeutet „schiebend an einen anderen Ort bringen“).
Diese Fensterbauart ist im Zug der Standardisierung im Laufe des 20. Jahrhunderts zunehmend aufgegeben worden, da sie von den Fensterbaubetrieben gesonderte Arbeitsschritte verlangt
und Schiebefenster nach heutigen Maßstäben eine unzureichende Luftdichtigkeit besitzen. Vereinzelt sind besonders in denkmalgeschützten Gebäuden noch Fenster dieser Bauart erhalten oder von Tischlerbetrieben neu angefertigt worden.

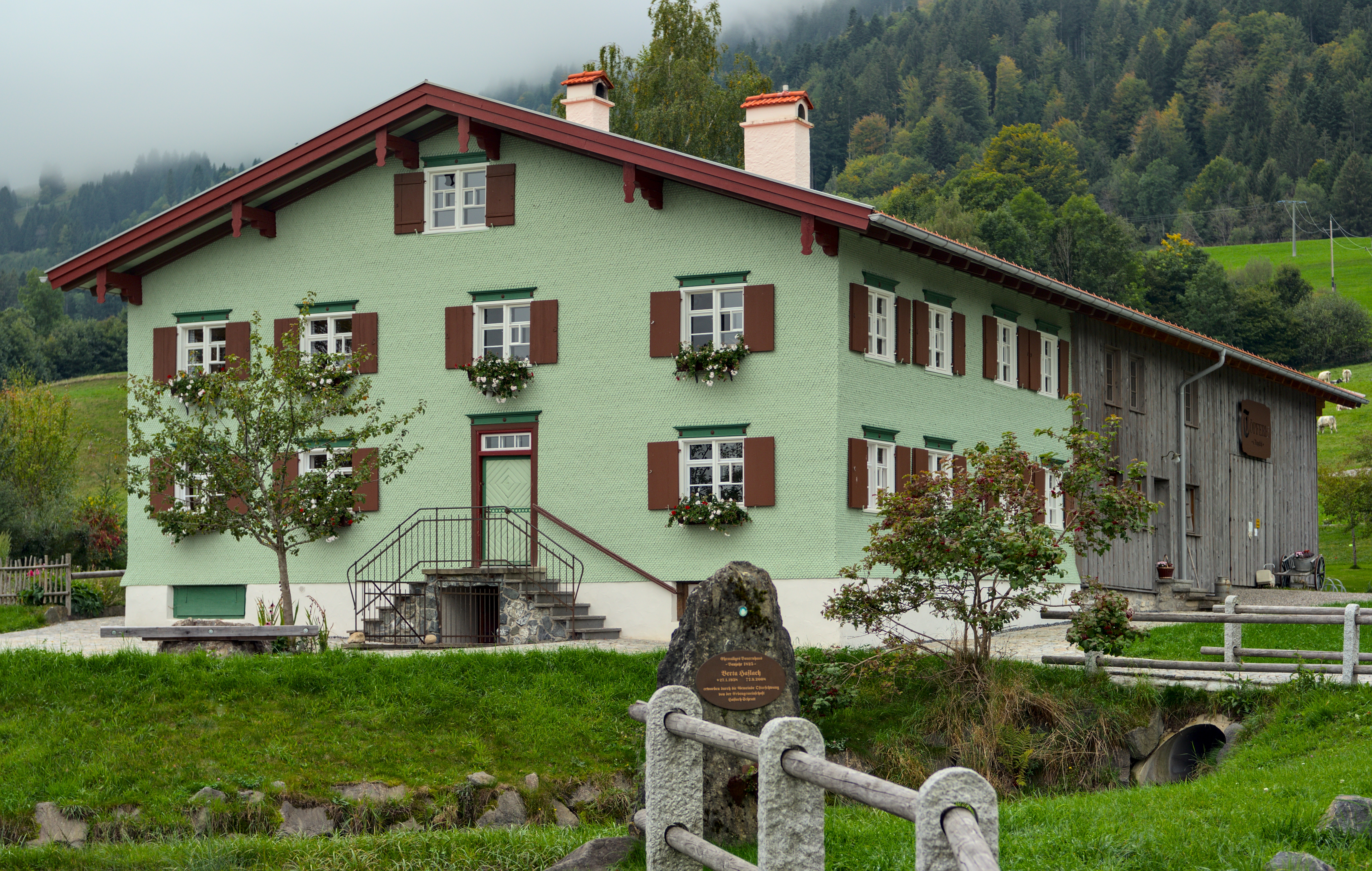
Bauernhaus in Ofterschwang mit Allgäuer Fenster
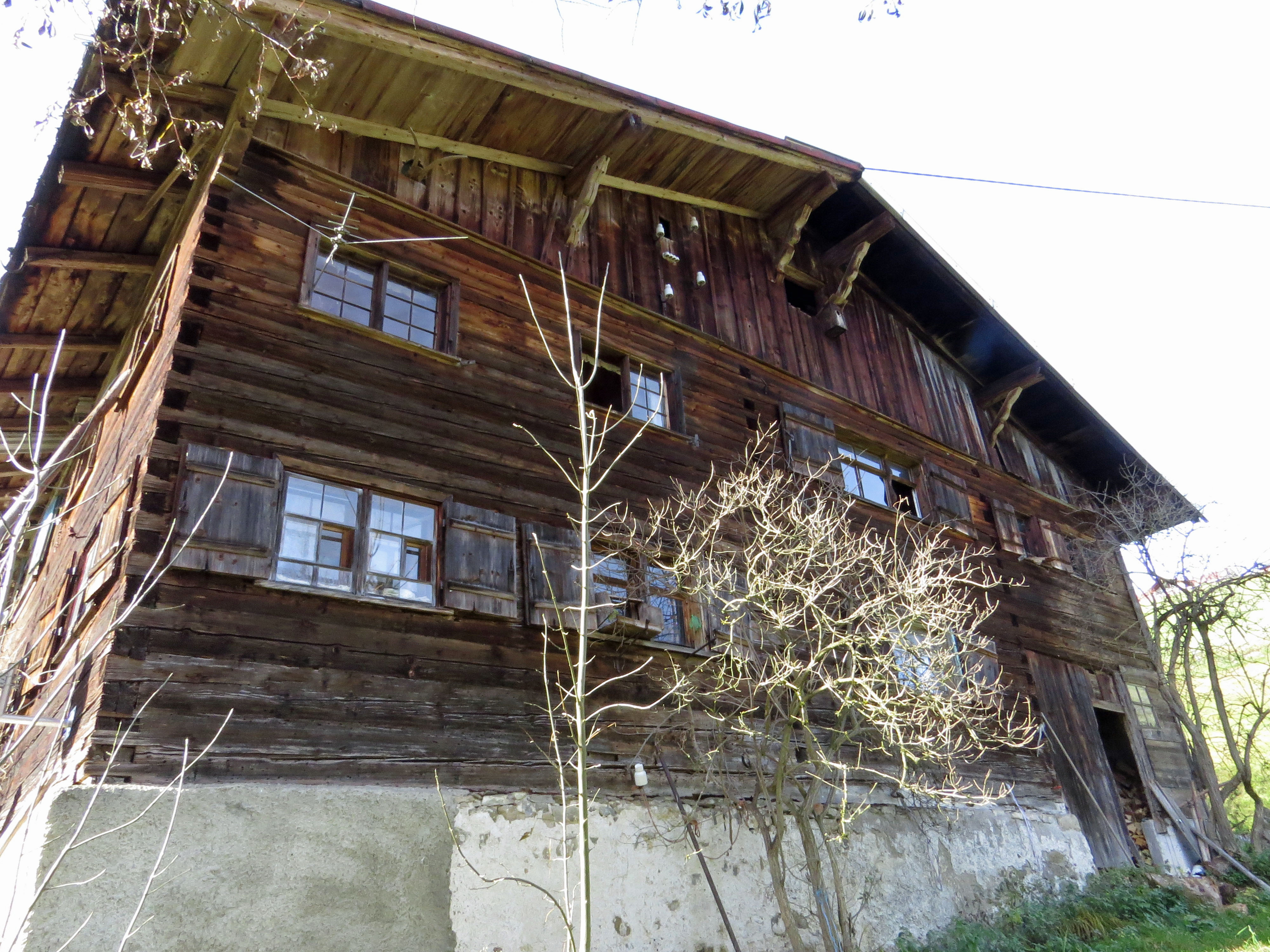
Bauernhaus in Geratsried mit Ruckerfenster im Erdgeschoss